# Smygmarknadsföring
Smygmarknadsföring, smygreklam eller dold marknadsföring är en okonventionell marknadsföringsaktivitet som är förbjuden i Sverige enligt Marknadsföringslagen.
Syftet med smygmarknadsföring är att obemärkt kommunicera ett kommersiellt budskap. Avsändaren av budskapet vill inte att mottagaren skall vara medveten om att han/hon blir utsatt för reklam, man vill "flyga under radarn". Metoden brukar vanligtvis falla under begreppet gerillamarknadsföring och liknar delvis marknadsföringsmetoden viral marknadsföring men nyttjar inte möjligheten med redan etablerade sociala nätverk.
Metoden påstås bland annat ha använts av Sony Ericsson vid lanseringen av en mobiltelefon med inbyggd kamera. I detta påstådda fall använde Sony Ericsson inhyrda skådespelare som försetts med den aktuella modellen av mobiltelefon och som sedan getts i uppgift att beblanda sig med folk på diverse allmänna platser och där be dem att fotografera dem. På så sätt exponerades produkten och skådespelaren fick ofta en möjlighet att berätta om produkten.
Roach baiting är en okonventionell marknadsaktivitet som syftar till att obemärkt kommunicera ett kommersiellt budskap. När mottagaren av ett kommersiellt budskap inte vet om att han/hon blir marknadsförd mot, kallas personen "kackerlacksbete". Ett exempel på detta är när ett företag betalar en skådespelare för att prata med målgruppen om en tjänst eller produkt, utan mottagarnas vetskap om bakomliggande syfte. Metoden brukar vanligtvis falla under begreppet gerillamarknadsföring.